# Мєшков Кирило Андрійович
Кирило Андрійович Мєшков (12 вересня 1993) — український борець вільного стилю, бронзовий призер чемпіонату Європи.

## Спортивні результати на міжнародних змаганнях

### Виступи на чемпіонатах Європи
| Змагання                         | Збірна  | Вагова категорія          | Місце  |
| -------------------------------- | ------- | ------------------------- | ------ |
| Чемпіонат Європи з боротьби 2018 | Україна | вільна боротьба, до 92 кг | Бронза |

### Виступи на інших змаганнях
| Змагання                                     | Збірна  | Вагова категорія          | Місце |
| -------------------------------------------- | ------- | ------------------------- | ----- |
| Київський Міжнародний турнір з боротьби 2017 | Україна | вільна боротьба, до 97 кг | 11    |
| Київський Міжнародний турнір з боротьби 2018 | Україна | вільна боротьба, до 92 кг | 14    |
| Турнір Г. Картозія і В. Балавадзе 2018       | Україна | вільна боротьба, до 92 кг | 10    |